# Death on the Road
Albums de Iron Maiden
The Essential Iron Maiden
(2005) A Matter of Life and Death
(2006)
Death on the Road est le sixième album live du groupe de heavy metal britannique Iron Maiden sorti le 30 août 2005. Il est disponible en DVD, CD, vinyle et picture-disc.
Le concert a été enregistré le 24 novembre 2003 à la Westfalenhalle Arena de Dortmund (Allemagne).
Parmi les bonus du double DVD figure un documentaire de 70 minutes concernant la production de l'album Dance of Death et la tournée qui s'ensuivra, ainsi que les clips de Wildest Dreams et Rainmaker.

## Liste des titres
1. Wildest Dreams
2. Wrathchild
3. Can I Play with Madness
4. The Trooper
5. Dance of Death
6. Rainmaker
7. Brave New World
8. Paschendale
9. Lord of the Flies
10. No More Lies
11. Hallowed Be Thy Name
12. Fear of the Dark
13. Iron Maiden
14. Journeyman
15. The Number of the Beast
16. Run to the Hills

### Extraits de l'album
Le premier extrait de l'album, sorti le 15 août 2005, The Trooper, s'est classé n°5 des charts britanniques. C'est le 16e single d'Iron Maiden classé dans le Top 10, record pour un groupe de heavy metal.
Le single est disponible sous trois formes :
- 45 T vinyl bleu
  - The Trooper (Live 2003)
  - C/w Another Life (Live 2005)
- 33 T Picture Disc
  - The Trooper (Live 2003)
  - The Trooper (version originale)
  - C/w Murders in the Rue Morgue
- Enhanced Maxi CD
  - Audio Tracks
  - The Trooper (Live 2003)
  - The Trooper (original version)
  - Prowler (live 2005)
- Videos
  - The Trooper (Live 2003)
  - The Trooper (original promo)

The Trooper est extrait du CD Death on the Road. Les autres, sauf la version originale bien sûr extraite de l'album Piece of Mind, viennent d'un enregistrement du 7 juin 2005 au Reykjavik Egishorllin Stadium, en Islande.

## DVD

### DVD 1
1. Wildest Dreams
2. Wrathchild
3. Can I Play with Madness
4. The Trooper
5. Dance of Death
6. Rainmaker
7. Brave New World
8. Paschendale
9. Lord of the Flies

### DVD 2
1. No More Lies
2. Hallowed Be Thy Name
3. Fear of the Dark
4. Iron Maiden
5. Journeyman
6. The Number of the Beast
7. Run to the Hills

## Musiciens
- Bruce Dickinson : chant
- Dave Murray : guitare
- Adrian Smith : guitare
- Janick Gers : guitare
- Steve Harris : basse
- Nicko McBrain : batterie